# Macrosolen curtiflorus
Macrosolen curtiflorus är en tvåhjärtbladig växtart som beskrevs av Danser. Macrosolen curtiflorus ingår i släktet Macrosolen och familjen Loranthaceae. Inga underarter finns listade i Catalogue of Life.